# Johannes von Wallenrode

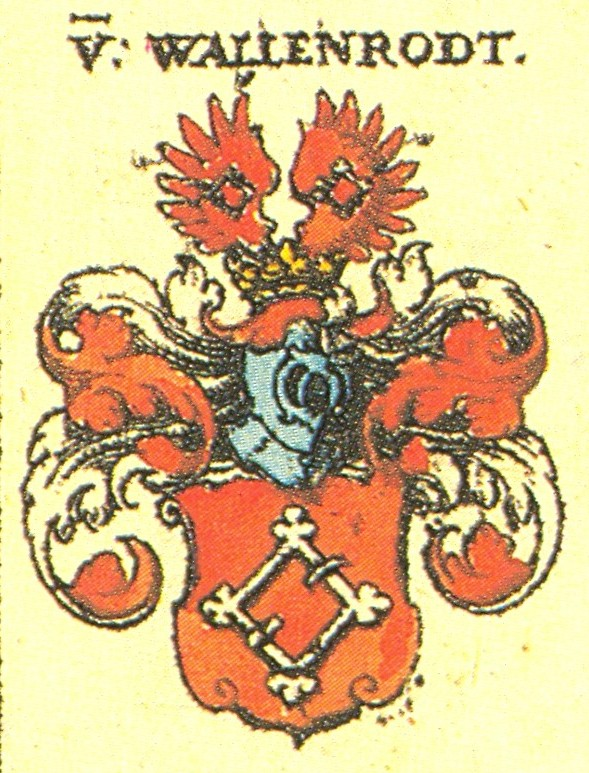
Wappen der Familie von Wallenrode nach Siebmachers Wappenbuch

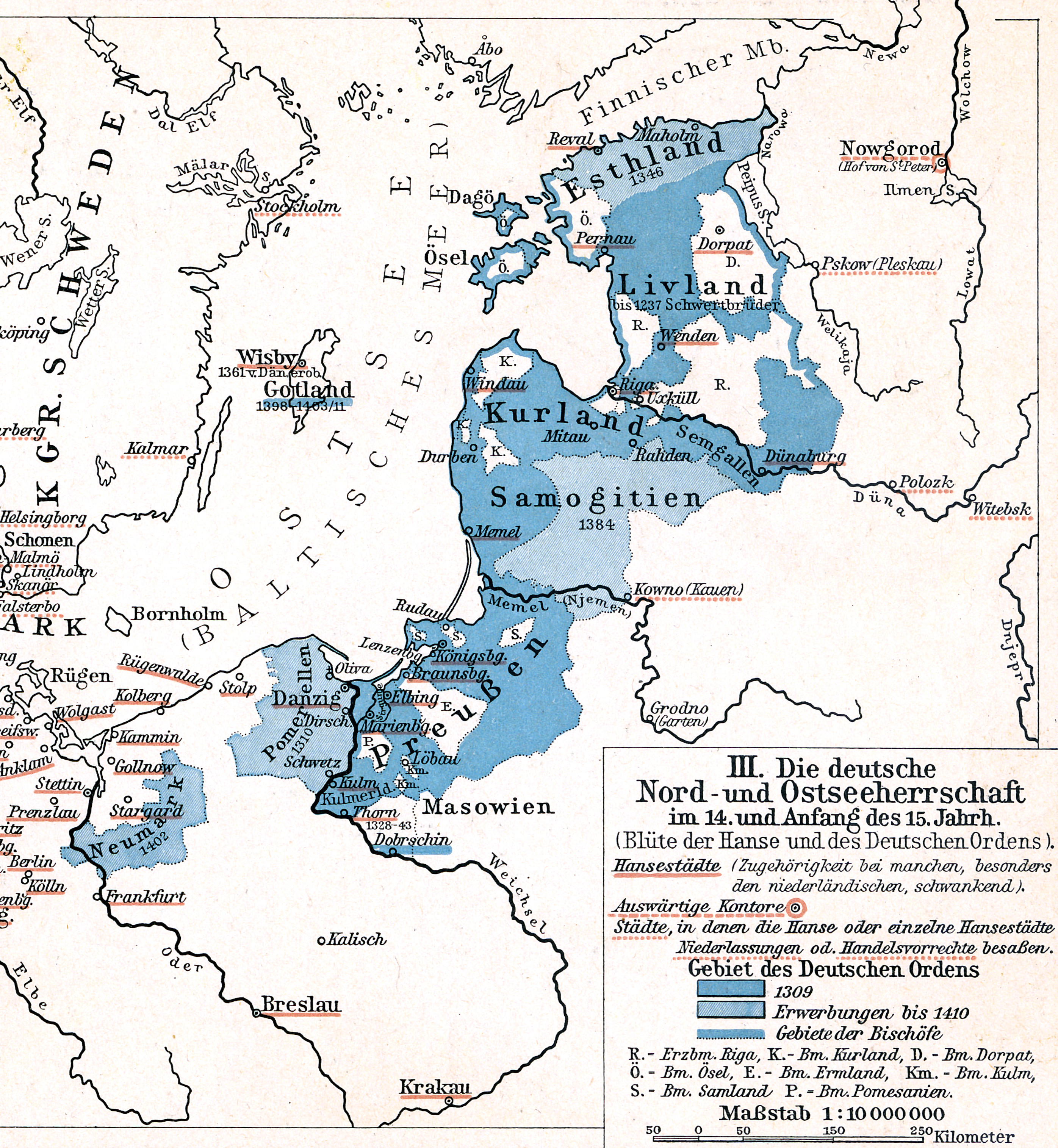
Karte des Erzbistums Riga

Johannes von Wallenrode (* um 1370 in Wasserknoden; † 28. Mai 1419 in Alken bei Lüttich) war Ritter im Deutschen Orden und im Laufe seiner Karriere als Geistlicher auch Erzbischof von Riga als Johannes V. (1393–1418) und Bischof von Lüttich als Johannes VII. (1418–1419).
Johannes von Wallenrode wird in der Geschichtsschreibung auch als Johann und als von Wallenrodt genannt. Die Familie von Wallenrode war ein fränkisches Rittergeschlecht mit kleinen Besitzungen in Oberfranken. Es erlangte aber über den Deutschen Orden großen Einfluss. Bekannteste Person war Konrad von Wallenrode, ein Onkel des Johannes. Dessen Grab befindet sich in der Kathedrale St. Lambert zu Lüttich.
Die Situation in Riga war geprägt von Spannungen zwischen dem Erzbistum und dem Deutschen Orden und den Bestrebungen des Deutschen Ordens, seinen Einfluss gegenüber Polen und Litauen auszubauen. Johannes von Wallenrode trat mehrfach als Geldgeber für die Wittelsbacher in Erscheinung. In diplomatischen Funktionen war er u. a. mit Reisen nach Italien beauftragt. Auf dem Konzil von Konstanz war er eines der sechs Mitglieder der Germanischen Konzilsnation und damit an der Wahl von Papst Martin V. beteiligt.